# Lillie
Lillie és una població dels Estats Units a l'estat de Louisiana. Segons el cens del 2000 tenia 139 habitants.

## Demografia
Segons el cens del 2000, Lillie tenia 139 habitants, 54 habitatges, i 36 famílies. La densitat de població era de 28 habitants/km².
Dels 54 habitatges en un 25,9% hi vivien nens de menys de 18 anys, en un 53,7% hi vivien parelles casades, en un 13% dones solteres, i en un 31,5% no eren unitats familiars. En el 29,6% dels habitatges hi vivien persones soles el 20,4% de les quals corresponia a persones de 65 anys o més que vivien soles. El nombre mitjà de persones vivint en cada habitatge era de 2,57 i el nombre mitjà de persones que vivien en cada família era de 3,24.
Per edats la població es repartia de la següent manera: un 20,9% tenia menys de 18 anys, un 13,7% entre 18 i 24, un 23,7% entre 25 i 44, un 24,5% de 45 a 60 i un 17,3% 65 anys o més.
L'edat mediana era de 39 anys. Per cada 100 dones de 18 o més anys hi havia 100 homes.
La renda mediana per habitatge era de 29.167 $ i la renda mediana per família de 40.000 $. Els homes tenien una renda mediana de 28.750 $ mentre que les dones 21.250 $. La renda per capita de la població era de 14.404 $. Entorn del 5% de les famílies i el 10,6% de la població estaven per davall del llindar de pobresa.

## Poblacions més properes
El següent diagrama mostra les poblacions més properes.